# Aéroport de Port-Soudan
Le Nouvel Aéroport international de Port-Soudan ((code IATA : PZU • code OACI : HSPN) est un aéroport desservant Port-Soudan, Soudan. Situé à 20 kilomètres au sud de la ville, PZU est le deuxième plus grand aéroport international du Soudan quant au trafic aérien et aux destinations internationales desservies. 

## Situation
| \| 100 km1:23 425 000 \| Atbara Dongola El Fasher El Obeid Kassala Khartoum Nyala Port Soudan Wadi Halfa Zalingei |
| 100 km1:23 425 000                                                                                                |

## Compagnies aériennes et destinations
| Compagnies       | Destinations                                |
| ---------------- | ------------------------------------------- |
| Badr Airlines    | Khartoum                                    |
| Egyptair         | Le Caire                                    |
| flydubai         | Dubaï                                       |
| Nile Air         | Le Caire                                    |
| Nova Airways     | Khartoum                                    |
| Saudia           | Djeddah - Roi-Abdelaziz                     |
| Sudan Airways    | Le Caire, Djeddah - Roi-Abdelaziz, Khartoum |
| Turkish Airlines | Istanbul                                    |

Édité le 08/10/2018  Actualisé le 17/11/2023

## Accidents et incidents
Le 8 juillet 2003, le Vol 139 Sudan Airways, un Boeing 737, s'est écrasé environ 15 minutes après le décollage. Les 117 passagers et membres d'équipage ont été tués dans ce crash. La cause était une défaillance mécanique suivie par une erreur du pilote. Un bébé d'abord survécu à l'accident, mais est décédé plus tard de ses blessures.
Le 5 mai 2025, il est bombardé par des drones des forces de soutien rapide. Au moins un hangar et un Iliouchine Il-76 sont détruits, un Boeing 737 est sérieusement endommagé.